# Gobierno militar

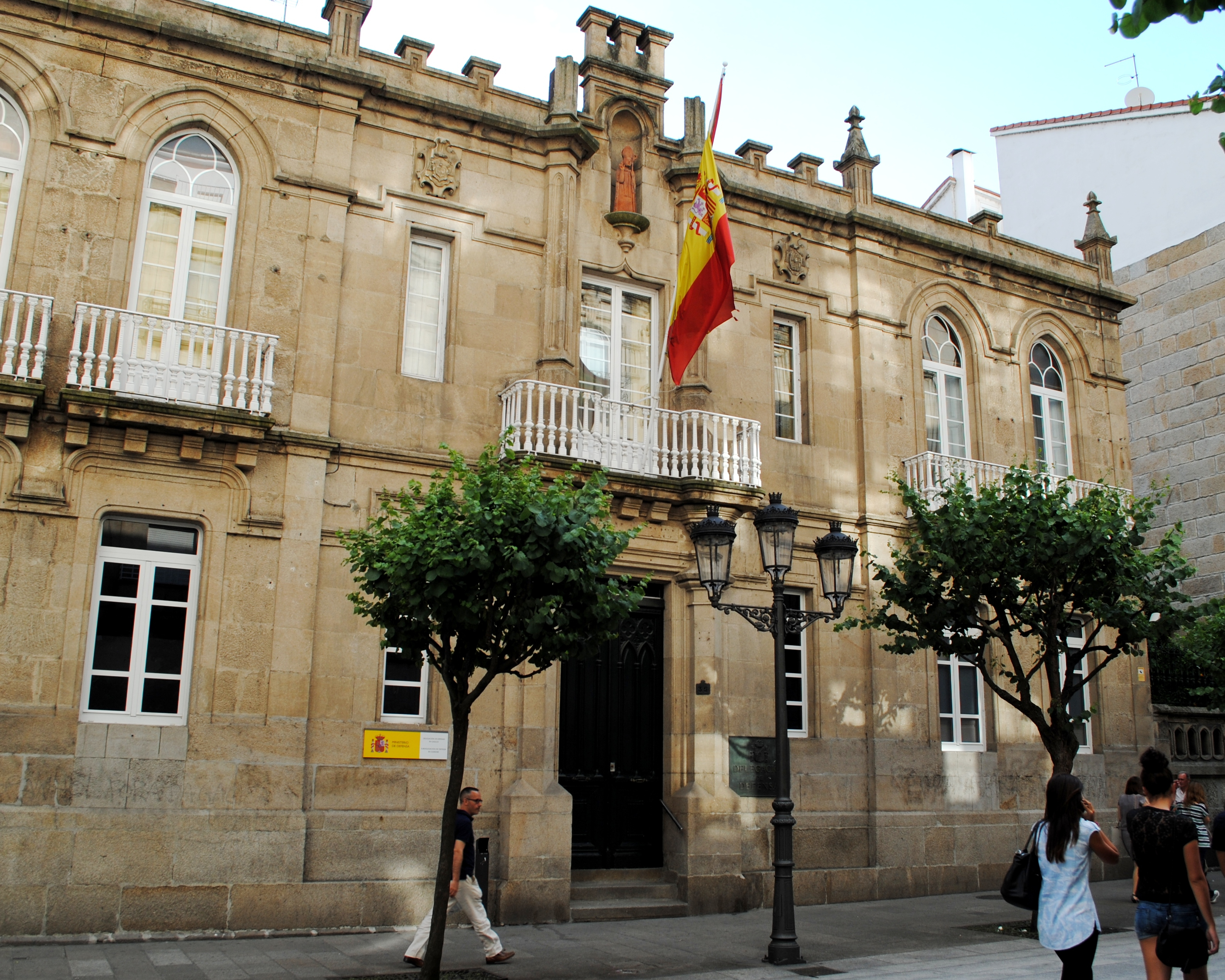
Gobierno Militar de Orense

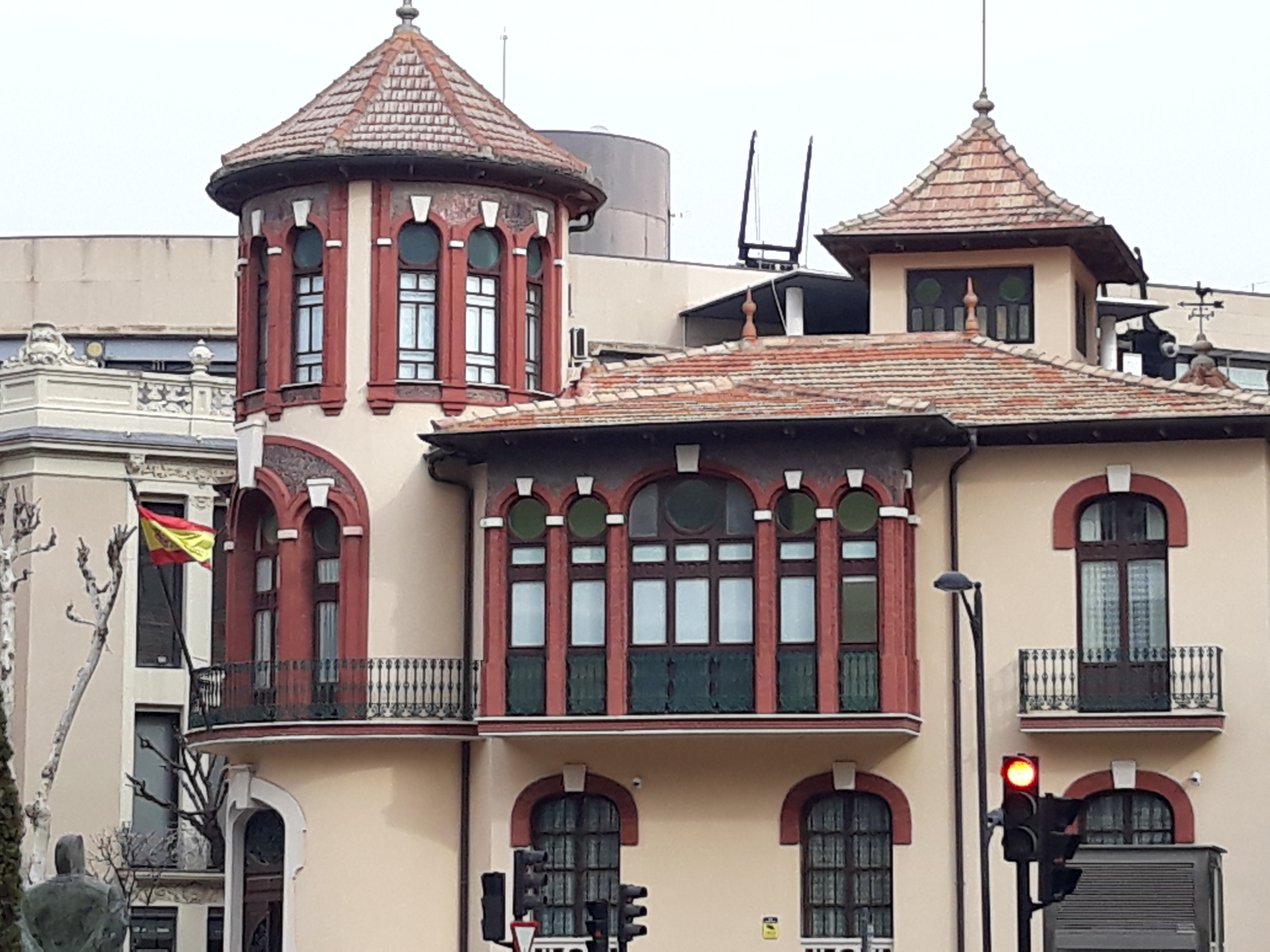
Gobierno Militar de Albacete

Un gobierno militar es un tipo de gobierno encabezado por uno o más militares. Los gobiernos militares son establecidos mediante formas ajenas a la constitucional, ya sea en reacción a una crisis de un gobierno tomándolo en sitio, como por un golpe de Estado por diversos motivos a no ser que se trate de sociedades militaristas. En la mayoría de los casos se han podido imponer estos gobiernos porque una gran parte o al menos una mayoría de los miembros de las fuerzas armadas del país correspondiente apoyaban la causa, motivada por un gobierno civil que toma decisiones con las que los militares no están de acuerdo. 
Un gobierno militar puede referirse a una de estas dos situaciones o a ambas:
- Dictadura militar
- Ocupación militar

En España, a partir de la segunda mitad del siglo XX, se conocía como Gobierno Militar a una institución que representaba al Ministerio de Defensa en una provincia, y se ocupaba de organizar el correcto funcionamiento del servicio militar obligatorio. Desde comienzos del siglo XXI, estas instituciones dejaron de llamarse Gobiernos Militares para pasar a llamarse delegaciones de Defensa, aunque la mayoría mantuvieron sus sedes originales, y entre la población se les continúa llamando así. Entre sus funciones actuales se encuentra la relación con los organismos locales y el reclutamiento.